# Citarabina
Citarabina o citosina arabinoside è un agente chemioterapico antineoplastico utilizzato principalmente nel trattamento dei tumori delle cellule bianche del sangue, come ad esempio la leucemia mieloide acuta (LMA) e il linfoma di Hodgkin e non-Hodgkin. Il composto è noto anche come Ara-C (Arabinofuranosil citidina). 
Il farmaco comporta la distruzione delle cellule tumorali per un meccanismo di interferenza con la sintesi del DNA.

Il nome citosina arabinoside deriva dalla composizione chimica della molecola che unisce una base azotata (la citosina) con uno zucchero (l'arabinosio). La citosina normalmente si lega ad uno zucchero differente, il desossiribosio, per formare la deossicitidina, un componente chimico della molecola di DNA. 
Alcune spugne usano lo zucchero arabinosio per formare dei composti diversi, che non fanno parte della molecola di DNA. Il composto fu scoperto per la prima volta proprio grazie allo studio di alcune di queste spugne.
Citosina arabinoside è chimicamente abbastanza simile alla citosina desossiribosio umana (deossicitidina) da essere incorporata nel DNA umano. Ciò però altera la trascrizione del DNA e comporta la morte cellulare.
Citarabina è stato il primo di una serie di farmaci antineoplastici (attivi contro il cancro) che si basano su una alterazione della componente zucchero dei nucleosidi. Altri farmaci antineoplastici si basano invece su modifiche interessanti la base azotata.

## Storia
Citarabina fu sintetizzata nel 1959 da Richard Walwick, Walden Roberts, e Charles Dekker presso l'Università della California, a Berkeley.
Il farmaco è stato approvato dalla Food and Drug Administration nel giugno del 1969, ed è stato inizialmente commercializzato negli Stati Uniti da Upjohn con il nome commerciale Cytosar-U.

## Farmacodinamica
Citosina arabinoside interferisce con la sintesi del DNA. Si tratta di un agente antimetabolita analogo delle pirimidine con il nome chimico di 1β-arabinofuranosilcitosina. La molecola si differenzia dai normali nucleotidi (citidina e deossicitidina), in quanto il ribosio ed il deossiribosio sono stati sostituiti con l'arabinosio. 
Una volta penetrato all'interno della cellula il composto viene rapidamente trasformato in citosina arabinoside trifosfato (ara-CTP), il metabolita attivo e responsabile del meccanismo d'azione.
Ara-CTP sembra in grado di inibire la sintesi del DNA quando la cellula si trova in una specifica fase del ciclo cellulare, ovvero nella fase S dell'interfase, la fase di sintesi del DNA.
Ne consegue che le cellule in rapida divisione, che richiedono la replicazione del DNA per mitosi, sono pertanto più sensibili al composto e perciò più colpite.

Probabilmente la citotossicità del farmaco è in parte dovuta alla sua incorporazione nelle molecole di DNA e di RNA. Inoltre in determinate condizioni la molecola sembra inibire il passaggio delle cellule dalla fase G1 alla fase S.
Citosina arabinoside inibisce sia il DNA che la RNA polimerasi e gli enzimi nucleotidi reduttasi, necessari per la sintesi del DNA.
Quando viene utilizzato come farmaco antivirale, citarabina agisce inibendo l'utilizzo della deossicitidina.
Citarabina viene rapidamente inattivata attraverso una reazione di deaminazione operata dall'enzima pirimidina-nucleoside-deaminasi e trasformata in un derivato uracilico inattivo e privo di citotossicità.

## Farmacocinetica
Citarabina dopo somministrazione per via orale viene rapidamente metabolizzata ed è scarsamente assorbita dal tratto gastrointestinale risultando pertanto non efficace. L'infusione continua per via endovenosa permette di ottenere livelli plasmatici relativamente costanti
ed efficaci. 
Studi sperimentali hanno evidenziato che nell'arco di 24 ore, circa l'80% del farmaco somministrato endovena viene eliminato dall'organismo attraverso l'emuntorio renale per il 50% circa sotto forma di ara-U.
La somministrazione per via intramuscolare o sottocutanea di citarabina comporta il raggiungimento di livelli plasmatici di picco entro 30-60 minuti dall'iniezione, ma comunque considerevolmente inferiori a quelli ottenibili dopo somministrazione endovenosa.

## Usi clinici
Citarabina trova indicazione, quasi esclusivamente in associazione con altri farmaci, principalmente nel trattamento della leucemia mieloide acuta (LMA), della leucemia linfocitica acuta (LLA) e dei linfomi, Hodgkin e non-Hodgkin.
Il farmaco è anche dotato di attività antivirale, ed è stato utilizzato nel trattamento dell'infezione da herpesvirus generalizzata.
Tuttavia la molecola è dotata anche di importante attività immunosoppressiva comportando numerosi effetti indesiderati. Segnalazioni circa la sua inefficacia nel trattamento di diverse infezioni virali ed il suo profilo di tossicità la rendono scarsamente utile nel trattamento delle infezioni virali nell'uomo e fanno sì che venga principalmente utilizzata nella chemioterapia dei tumori ematologici.
Citarabina è utilizzata anche nello studio del sistema nervoso in quanto permette il controllo della proliferazione delle cellule gliali nelle colture.

## Effetti collaterali ed indesiderati
Citarabina determina mieloinibizione pertanto fra i più frequenti effetti avversi sono stati segnalati anemia, leucopenia, trombocitopenia, reticolocitopenia ed altre alterazioni a carico della popolazione cellulare del midollo osseo.
Sono inoltre possibili numerose complicanze di tipo infettivo comprendenti svariati tipi di infezioni virali, batteriche, micotiche, parassitarie in qualsiasi sede corporea. Queste infezioni sono prevalentemente lievi, ma talvolta anche gravi ed addirittura ad esito mortale.

Tra gli eventi avversi che si manifestano con notevole frequenza sono degni di menzione la nausea, l'anoressia, il vomito, la diarrea, le ulcerazioni del cavo orale ed anali, l'alterazione della funzionalità epatica, la febbre, la comparsa di rash cutaneo e di tromboflebiti.
Più raramente può comparire pericardite, rabdomiolisi, alterazione della funzionalità renale, esofagite, polmonite, mielopatia, neuropatia e sepsi.
Una forma peculiare di tossicità da citarabina è rappresentata dalla tossicità cerebellare, specialmente nei soggetti trattati con alti dosaggi, che può portare alla atassia ed a disartria.
Singolare anche la possibilità che, in genere nel giro di 6-12 ore dalla somministrazione, si manifesti una sindrome da citarabina, caratterizzata dalla comparsa di malessere generale, dolore muscolare ed osseo, talvolta dolore toracico, febbre, rash maculopapulare, congiuntivite.
Il trattamento e la prevenzione di questa sindrome si giovano della somministrazione di farmaci corticosteroidei.